# سیارک ۱۵۶۹۱
سیارک ۱۵۶۹۱ (به انگلیسی: 15691 Maslov، نامگذاری:1982TF1) پانزده هزار و ششصد و نود و یکمین سیارک کشف شده‌است که در ۱۴ اکتبر ۱۹۸۲ کشف شد.
قدر مطلق سیارک برابر ۱۴.۱ است.